# 茂木修二
茂木 修二（もぎ しゅうじ、7月31日 - ）は、日本の男性声優。湘南テアトロ☆デラルテ所属。

## 出演作品

### 舞台
- 湘南テアトロ☆デラルテ（旧：湘南アクトステージ）
  - 煙が目にしみる（牧慎一郎）
  - 誰かが誰かを愛してる（ムハラド・メジャール）
  - アルジャーノンに花束を（チャーリィ・ゴードン）
  - 幸せのアルデンテ（加賀健太郎）
  - 想い出のガーデニア（花田アオイ）
  - 微笑みのサムシング（木村秀樹）
  - 天使のいる珈琲店（太郎）
  - 幸せのアルデンテ（加賀健太郎）※再演
  - ウェルメイド家族
  - 平塚市民演劇フェスティバル『ウェルメイド家族』
  - 平塚市民演劇フェスティバル『素敵な花の咲かせ方』（花田アオイ）
  - 平塚市民演劇フェスティバル『十二人の怒れる男』（陪審員八号）
  - 劇団･湘南アクターズワンコインシアター『十二人の怒れる男』（陪審員八号）
  - 二宮町文化施設等振興協会支援公演『十二人の怒れる男』（陪審員八号）

### テレビ
- 平塚市民演劇フェスティバル『十二人の怒れる男』（SCN湘南チャンネル）

### ラジオドラマ
- 連続ラジオドラマ劇場 first season ダイアモンドの記憶（FMおだわら）